# Любушская битва (1209)
Любушская битва англ. Battle of Lubusz) — сражение междлу войском маркграфства Брандербург и совместной армией великопольско-силезской, завершившееся победой последних.

## Предыстория
На рубеже двенадцатого и тринадцатого веков началось немецкое наступление с целью взять под контроль остатки земель западных славян, расположенных между реками Шпрее и Одер, и захватить считавшуюся в то время «ключом к польским землям» Любушскую землю. Территория принадлежала польским князьям и была важным пунктом в их политике в отношении Западной Померании. Она также служила эффективным барьером, защищающим польские земли от немецких вторжений, и была местом, через которое проходили важные пути из Саксонии в Великую Польшу и Померанию.
В 1205 г. маркграф Нижней Лужицы Конрад II со своим зятем маркграфом Бранденбургским Альбрехтом II разделили сферу влияния. Альбрехт планировал взять под контроль устье реки Одер, в то время как Конрад с большим рвением готовился захватить часть Любушской земли во главе с расположенным на левом берегу реки Одер Лебус. Благодаря политическому соглашению лужицкий маркграф взял под контроль Копаницу, город, который стал отправной точкой для дальнейших военных действий.
В 1207 году в результате обмена с силезским герцогом Генрихом I Бородатым земли Калиш на землю Лебус, герцог Великопольский Владислав III стал владельцем Лебуса. Обмен имел решающее значение для последнего, позволяя проводить активную политику на побережье Балтийского моря.

## Сражение
В марте 1209 года, после укрепления крепости в Копанице, маркграф Конрад II осадил Лебус. Владислав III, который был шурином Конрада II, отправился на помощь осажденному замку. В соответствии с рыцарским духом, маркграф Конрад был проинформирован о дне и месте предстоящей ему битвы. Однако накануне запланированного сражения князь Владислав переправился через реку Одер и попытался застать противника врасплох, согласно хроникам Мейсена, это не понравилось сопровождавшим его рыцарям (их также якобы сопровождала ведьма, предвещавшая победу). Однако Владиславу не удалось застать врасплох противника, который узнал о готовящемся нападении и нанес удар первым. Завязалась битва, в которой армия маркграфа Конрада одержала победу. Поздний час позволил войскам Владислава отступить. Однако во время трудного ночного перехода по болотистой местности многие люди утонули, увеличив потери польской стороны. Неудавшаяся помощь Владислава ускорила сдачу Лебуса, и защитники крепости по приказу Конрада были повешены.

## Последствия
Захват Лебуса, который был важен для западных границ Польши, заставил самого могущественного из польских князей Генриха I Бородатого действовать. Он вскоре воспользовался беспорядками после смерти маркграфа Конрада II (6 мая 1210 г.) и спорами о его наследстве, поскольку Конрад не оставил потомков мужского пола. Генрих Бородатый вернул себе территории, утраченные Владиславом, во время вооруженной кампании, которую он провел между августом 1210 г. и мартом 1211 г.. Силезский князь вошел в земли Лебуса и Лужицы и неизвестным образом, соперничая с маркграфом Мейсена Дитрихом I, взял под контроль основные крепости, включая Лебус и Губин.